# I²S
I²S és un bus elèctric d'interconnexió d'aparells d'àudio digitals. Fou creat per l'empresa Philips (actualment NXP semiconductors) l'any 1986. I2S utilitza el mètode de codificació PCM per a transformar l'audio del senyal analògic a senyal digital. El seu camp d'aplicació és els aparells com lectors de CD, DVD, televisió digital, sistemes de so digitals, etc. L'I2S presenta una topologia sèrie. La codificació PCM s'implementa amb almenys 3 línies físiques :
- Línia de rellotge Arxivat 2016-11-28 a Wayback Machine. de bit.
- Línia de rellotge Arxivat 2016-11-28 a Wayback Machine. de paraula.
- Almenys una línia de dades.